# 科瓦林
50°4′12″N 31°12′21″E / 50.07000°N 31.20583°E
科瓦林（烏克蘭語：Ковалин）是位於烏克蘭北部的村莊，由基辅州鲍里斯皮尔区的迪維奇基市鎮負責管轄。該村始建於1650年，面積6.73平方公里，海拔高度89米，2001年人口1,077，人口密度每平方公里160人。